# Wiener Heiltumstuhl

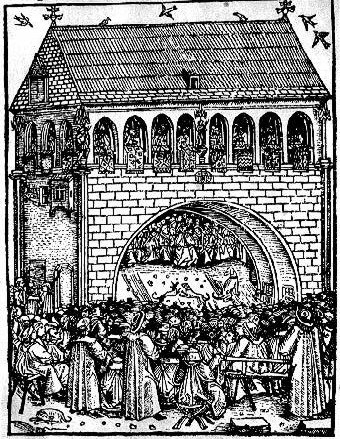
Der Heiltumstuhl im Jahr 1502

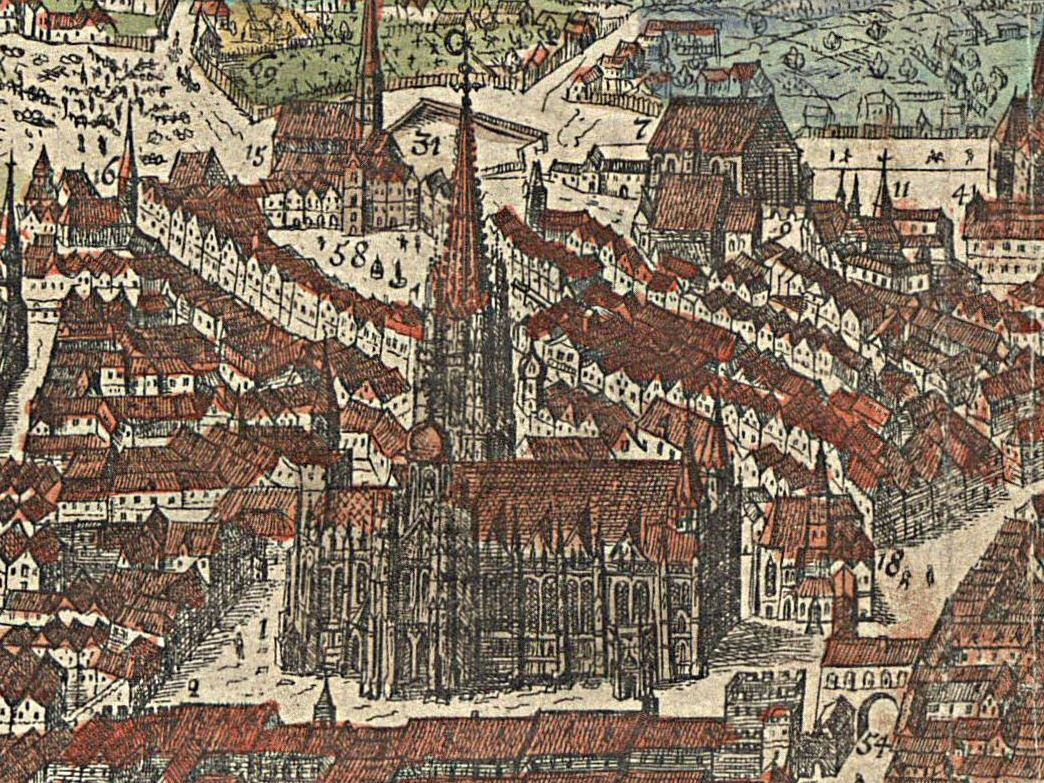
Stephansplatz, 1609. Rechts unten im Bild der Heiltumstuhl (Nr. 54)

Der Heiltumstuhl war ein von 1483 bis 1485 in Wien am Rande des Stephansplatzes errichtetes Gebäude zur liturgischen Präsentation von Reliquien und Kirchenschätzen. Er diente als Ersatz für den um 1486/88 abgetragenen Lettner des Stephansdomes, auf dem zuvor der Reliquienschatz von St. Stephan dem Volk zur Ablassgewinnung gezeigt worden war. Der Heiltumstuhl, der sich in einem weiten Bogen über die heutige Rotenturmstraße spannte, wurde 1699 als Verkehrshindernis abgerissen. Der umfangreiche Reliquienschatz von St. Stephan wird seit dem Jahr 1900 in der Valentinskapelle des Stephansdomes aufbewahrt.

## Geschichte
Im Hochmittelalter wurde der Stephansplatz im Westen von einer einstöckigen Häuserzeile begrenzt, die zwischen dem heutigen Stock-im-Eisen-Platz und der Rotenturmstraße verlief. Teil des Baukomplexes waren das Zinnentor von 1466 zwischen der damaligen Kantorei und dem Kirchenschließerhaus und das ebenfalls 1466 errichtete Mesnertor an der heutigen Ecke Stephansplatz und Rotenturmstraße.
Quer zu dieser Häuserzeile stand der Heiltumstuhl, der unter dem Kirchenbaumeister Niklas Teschler als Ort der Reliquienverehrung errichtet wurde. Er bestand aus einem Bogen mit loggienartigem Obergeschoß, das aus einer rechteckigen Halle mit 22 (?) Spitzbogenfenstern bestand, je acht an den Längsseiten und je drei an den Schmalseiten. Die Reliquien von St. Stephan wurden ab 1486 an jedem ersten Sonntag nach Ostern, dem so genannten Weißen Sonntag, vom Heiltumstuhl aus dem Volk gezeigt („gewiesen“). Dies geschah auch bei besonderen Festen, wie Hochzeiten des Herrscherhauses. Aus den Fenstern wurden kostbare Stoffe gehängt, auf der Straße, die vom Heiltumstuhl überspannt wurde, Bänke aufgestellt und der Domschatz aus der Reliquienschatzkammer in einer Prozession zum Heiltumstuhl gebracht.
Es gab in vielen großen Städten des Regnum Teutonicum (Königreich der Deutschen) Heiltumsweisungen (Aachen, Regensburg und viele andere), aber nur in Wien (vielleicht auch in Prag) gab es einen gemauerten Heiltumstuhl. Anderswo wurden sie aus Holz gebaut, geschmückt und nach dem Ende der Heiltumsweisung wieder abgebaut. Beim Bau der U-Bahn-Linie U1 fand man die Fundamente des Heiltumstuhls.
Im Vorfeld der Türkenkriege wurden viele Wertgegenstände eingeschmolzen und der Erlös in den Kampf gegen die Osmanen investiert. Das betraf auch die Reliquiarien, die im Heiltumstuhl gezeigt wurden: Einer der gravierendsten solcher Eingriffe in das Kirchenvermögen war die Einziehung der Kirchenkleinodien 1526. Dabei wurden allein beim Wiener Stephansdom 3000 Mark Silber (ca. 700 kg) und 15 Mark Gold (ca. 3,5 kg) eingeschmolzen. Dazu kam, dass das Interesse an Heiltumsweisungen im Rahmen der Entwicklung der Reformation und der damit verbundenen Ablehnung der Heiligenverehrung erlosch. 1526 fand die letzte Heiltumsweisung vom Heiltumstuhl aus statt.
Das Gebäude wurde allmählich zum Verkehrshindernis und ca. 1699 abgetragen. Obwohl es 200 Jahre etwa dort stand, wo sich heute die Apotheke auf dem Stephansplatz befindet, ist es kaum bekannt und wird weder im Wien-Museum noch im Dom-Museum in Ausstellungen erwähnt.